# Сакура-дзіма
Сакура-дзіма (яп. 桜島, Сакура-джіма) — активний композитний вулкан (стратовулкан) та колишній острів у префектурі Каґосіма на Кюсю, Японія. Потоки лави виверження 1914 року спричинили втрату сполучення колишнього острова із півостровом Осумі.
Вулканічна активність досі триває, викидаючи великі обсяги вулканічного попелу на навколишні території. Раніше виверження створили у регіоні підвищення з білих пісків. Станом на квітень 2014 вулкан перебуває під 3 (помаранчевим) рівнем небезпеки за даними Метеорологічного управління Японії, що означає, що вулкан — активний і до нього не варто наближатись. Це наразі єдиний вулкан із таким статусом.
Сакура-дзіма є композитною горою. Її вершину поділено на три піки, Кіта-даке (північний пік), Нака-даке (центральний пік) та Мінамі-даке (південний пік), котрий є активним наразі.
Сучасний Кіта-даке є найвищим серед піків Сакура-дзіма, сягаючи висоти в 1117 м над рівнем моря. Гора розташована у частині затоки Каґосіма, відомій як Кінко-ван. Колишній острів є частиною міста у Каґосіма. Поверхня цього вулканічного півострова покриває приблизно 77км².

## Історія

### Геологічна історія

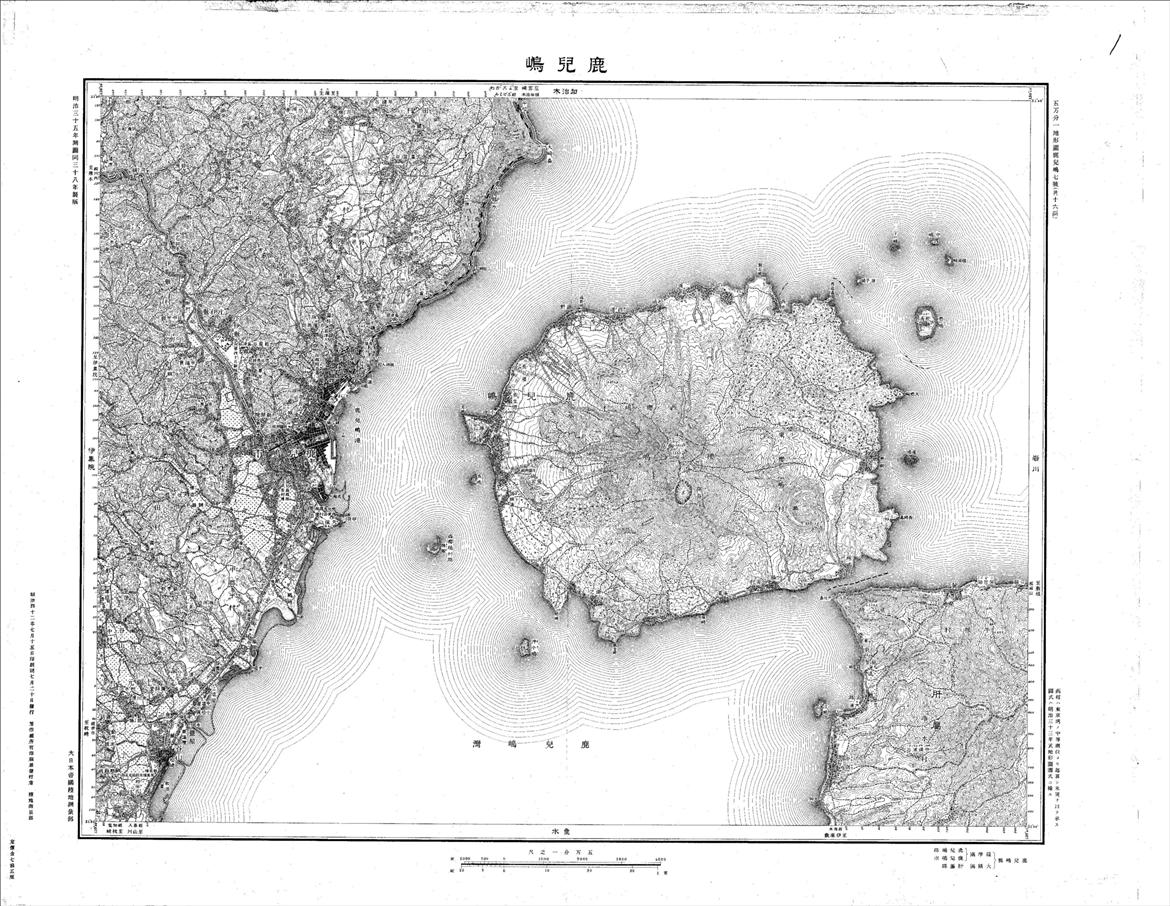
Карта Сакура-дзіма у 1902 році, що зображує його як окремий острів.

Сакура-дзіма розташований у кальдері Айра, сформованій гігантським виверженням 22000 років тому. Було вивержено кілька сотень кубічних кілометрів попелу та пемзи, що спричинило обвал магматичної камери під силою виверження. Кальдера, що утворилась, сягає понад 20 км ушир. Тефра осідала аж за 1000 км від вулкана. Сакура-дзіма — це сучасний активний клапан того ж самого вулкана кальдери Айра.
Сакура-дзіма було сформовано пізньою активністю в межах кальдери, починаючи з приблизно 13000 років тому. Він розташований приблизно на 8 км південніше від центру кальдери. Його перше зафіксоване виверження сталось у 963 р. н. е. Більшість його вивержень є стромболійськими і зачіпають лише зони вершини, але у 1471—1476, 1779—1782 та 1914 роках ставались більші плініанські виверження.
Вулканічна активність на Кіта-даке завершилась близько 4900 років тому: наступні виверження центрувались на Мінамі-даке. Починаючи з 2006 активність централізувалась на кратері Сьова, на схід від вершини Мінамі-даке.

### Виверження 1914 року
Виверження 1914 року було найпотужнішим в Японії у 20 столітті. Потоки лави заповнили вузьку протоку між островом та суходолом, перетворюючи його на півострів. Вулкан був сплячим впродовж понад століття до 1914. Виверження 1914 року розпочалось 11 січня. Майже всі жителі покинули острів у попередні дні, через кілька великих землетрусів, що попередили їх про неминучість землетрусу. Спочатку землетрус був дуже вибуховим, утворюючи колони виверження та пірокластичні потоки, але після великого землетрусу 13 січня 1914 року, який спричинив загибель 35 людей, воно стало експансивним, утворюючи великий потік лави. Потоки лави є рідкісними у Японії — високий вміст кремнезему в магмі означає, що вибухові виверження є більш звичними — але потоки лави Сакура-дзіма тривали місяці.
Острів ріс, поглинаючи кілька менших островів поблизу, і нарешті став сполученим з основним суходолом вузьким перешийком. Частини затоки Каґосіма стали значно мілкішими, це торкнулось припливів, які у результаті стали вищими.
Впродовж останніх етапів виверження, центр кальдери Айра опустився на приблизно 60 см, через осідання спричинене спустошенням магматичної камери, що розташована унизу. Факт, що осідання сталось у центрі кальдери, а не прямо під Сакура-дзіма, показав, що вулкан черпає магму із того ж самого резервуару, що годував древню кальдеру при формуванні вивержень. Виверження частково надихнуло на створення фільму 1914 року, «Гнів Богів», події якого розвиваються навколо сімейного прокляття, що показово спричиняє виверження.

### Поточна активність

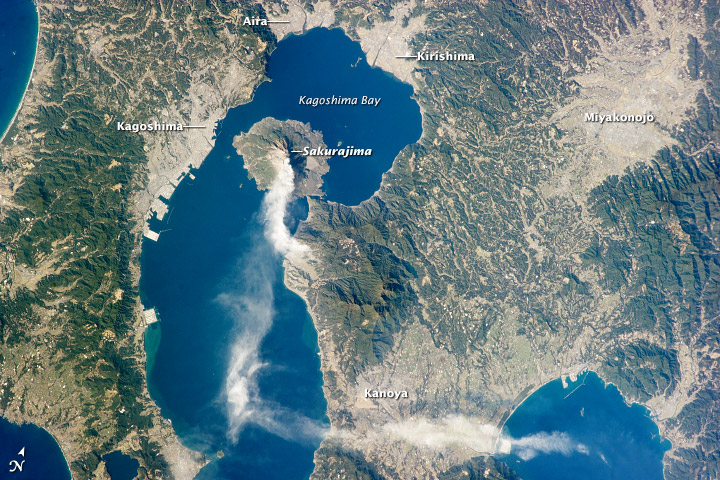
Зображення, зроблене з Міжнародної Космічної Станції, що показує Сакура-дзіма та його оточення станом на 10 січня 2013 року.

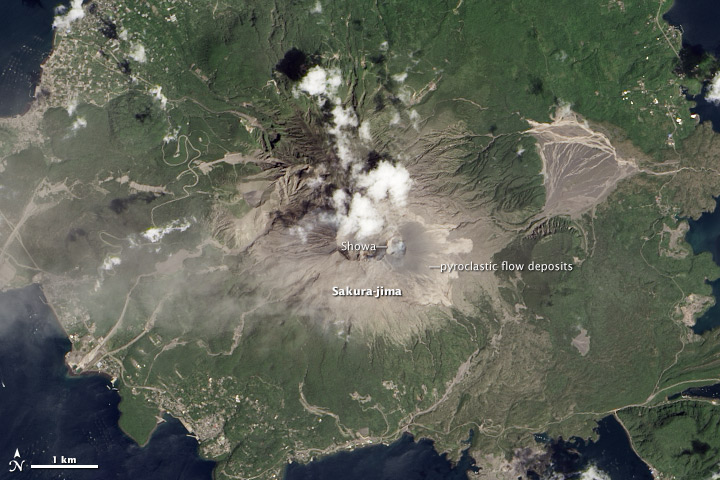
Виверження Сакура-дзіма станом на 18 серпня 2013

Активність Сакура-дзіми стала більш значною з 1955, і вулкан вивергається майже постійно відтоді. Тисячі малих вивержень відбуваються щорічно, викидаючи попіл у висоту на кілька кілометрів над горою. У 1960 було зведено вулканічну обсерваторію Сакура-дзіми, з метою моніторингу таких вивержень.
Моніторинг вулкана та прогноз великих вивержень є, зокрема, важливим через його розташування у місцевості з високою густотою населення, поблизу міста Каґосіма з 680 тис. жителів всього за кілька кілометрів від вулкана. Місто проводить регулярні евакуаційні навчання, збудовано багато сховищ, де люди можуть врятуватись від падаючих вулканічних уламків.
У світлі небезпек, які вулкан представляє навколишнім жителям, Сакура-дзіму було названо вулканом десятиліття у 1991, його було ідентифіковано як гідного детального вивчення у рамках «Міжнародного десятиліття зменшення природних катастроф» ООН.
Сакура-дзіма є частиною Національного парку Кірісіма-яку, і його потоки лави приваблюють багато туристів. Місцевість навколо Сакура-дзіми містить кілька часто відвідуваних гарячих джерел. Одним із головних сільськогосподарських продуктів Сакура-дзіми є величезна біла редиска (Сакурадзіма-дайкон), розміром з баскетбольний м'яч.
10 березня 2009 Сакура-дзіма вивергнувся, посилаючи двокілометрові уламки. Виверження було очікуване після серії менших вибухів впродовж тижня. Невідомо про якусь шкоду, заподіяну найпізнішим виверженням.
У 2011 та 2012 Сакура-дзіма пережив кілька значних вивержень; вулканічна активність тривала у 2013. Фотограф зробив рідкісне зображення блискавки всередині пера з попелу у 2013 році, яке було астрономічним зображенням дня НАСА у березні 2013.
18 серпня 2013, вулкан вивергнувся з кратеру Сьова і виробив найвище зареєстроване перо попелу починаючи з 2006, що піднялось на 5000 метрів у висоту та спричинило темряву та значні падіння попелу у центральному парку міста Каґосіма. Виверження сталось о 16:31 та було 500-тим виверженням року.
23 липня 2022 року почалося нове виверження, на острові було оголошено найвищий рівень небезпеки. Вулканічні камені падали на відстані 2,5 км від вулкану, деяким районам було рекомендовано евакуюватися.

## Часова шкала

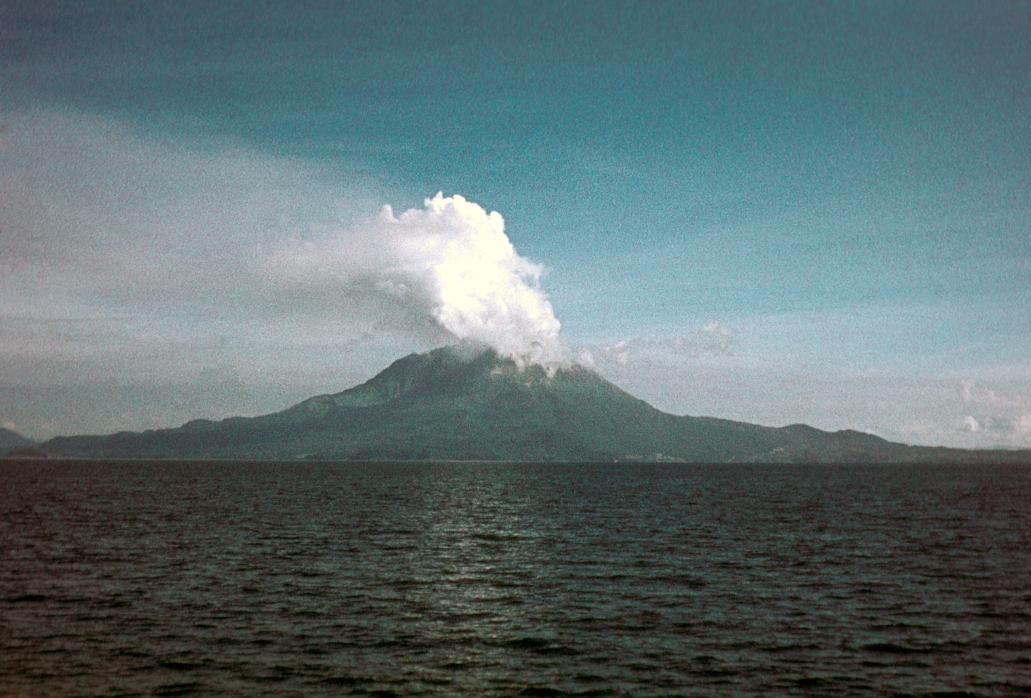
Виверження Сакура-дзіма у 1974 році
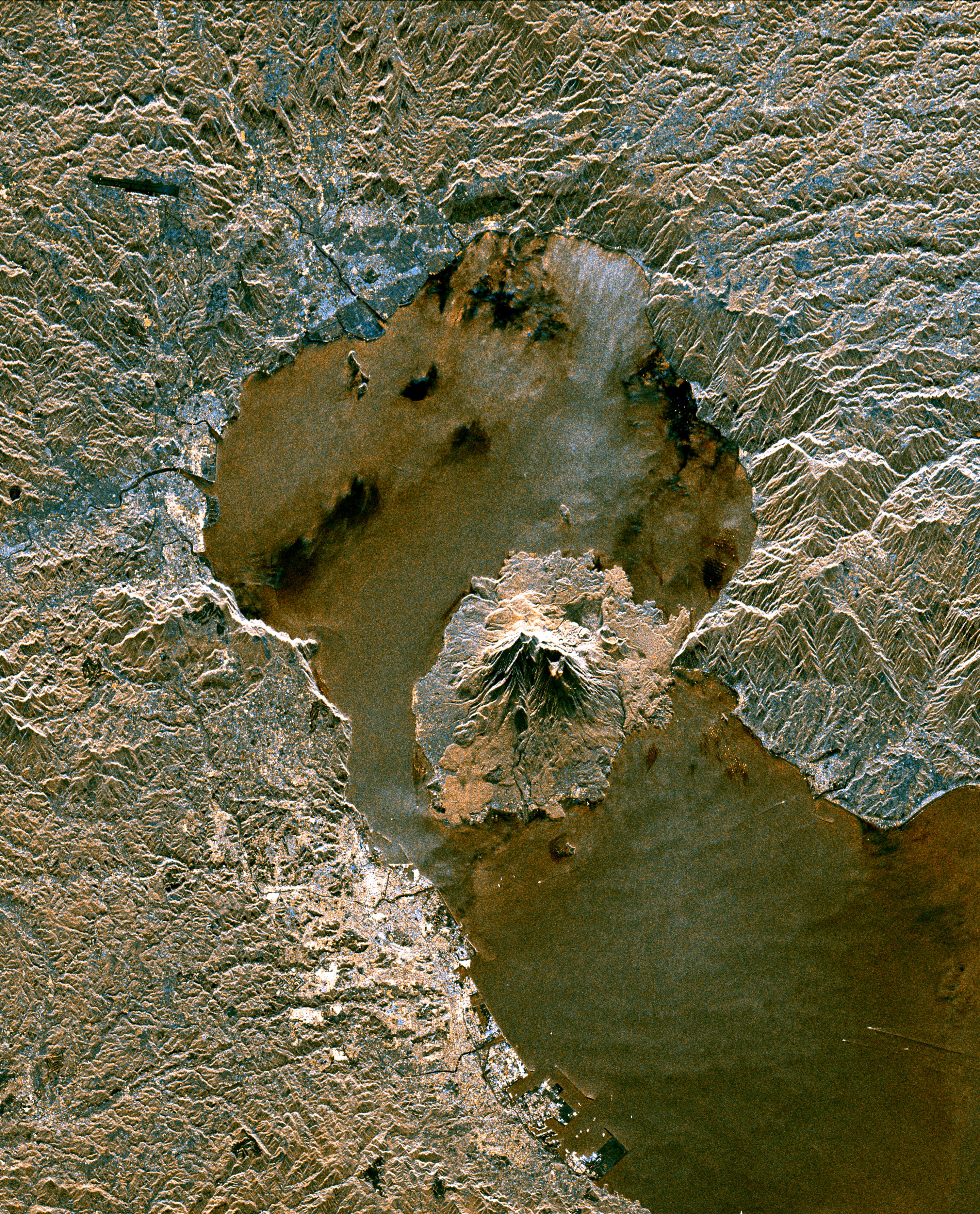
Зображення Сакура-дзіми з космічного радара у 1994 році
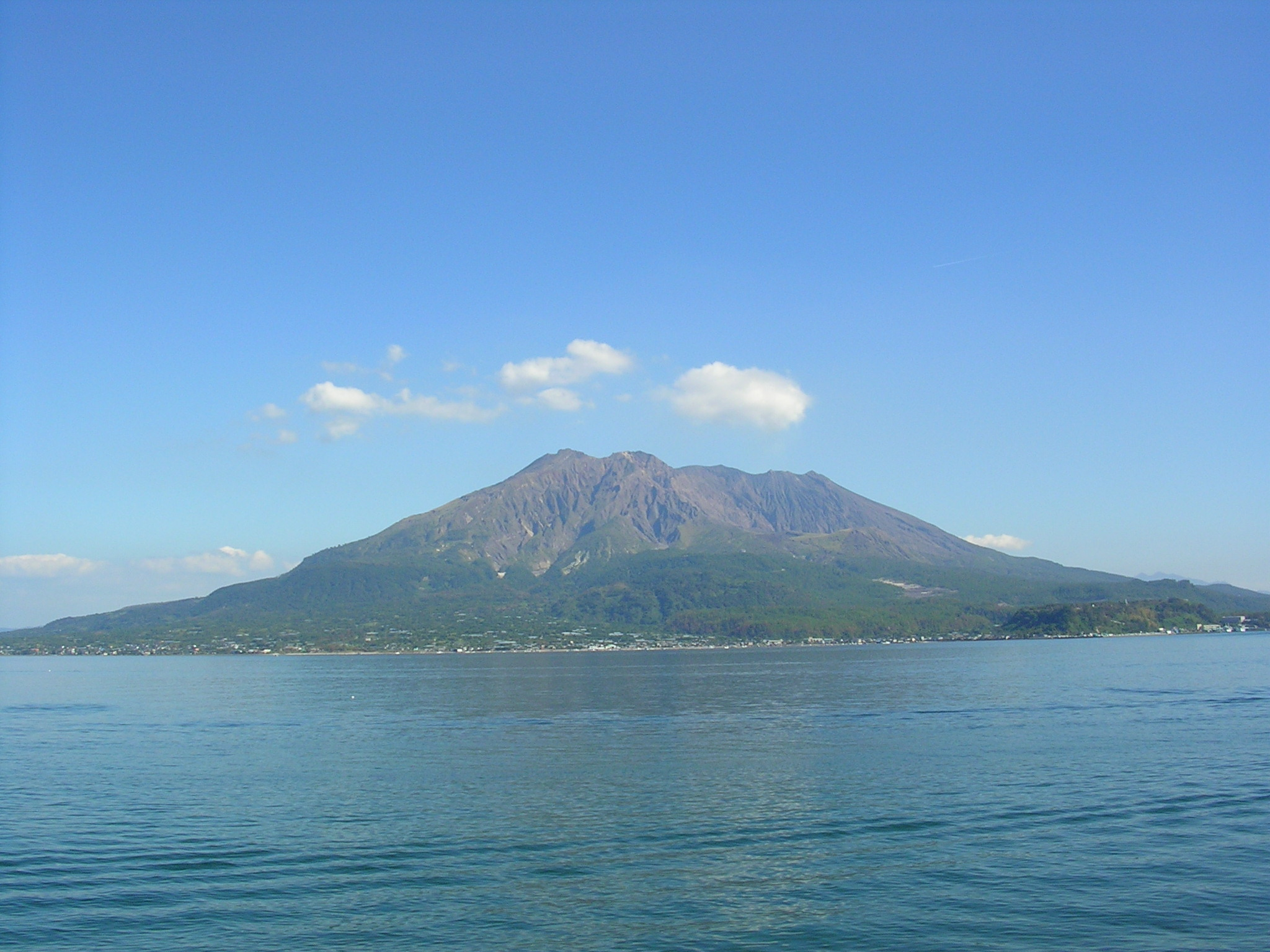
2004 рік
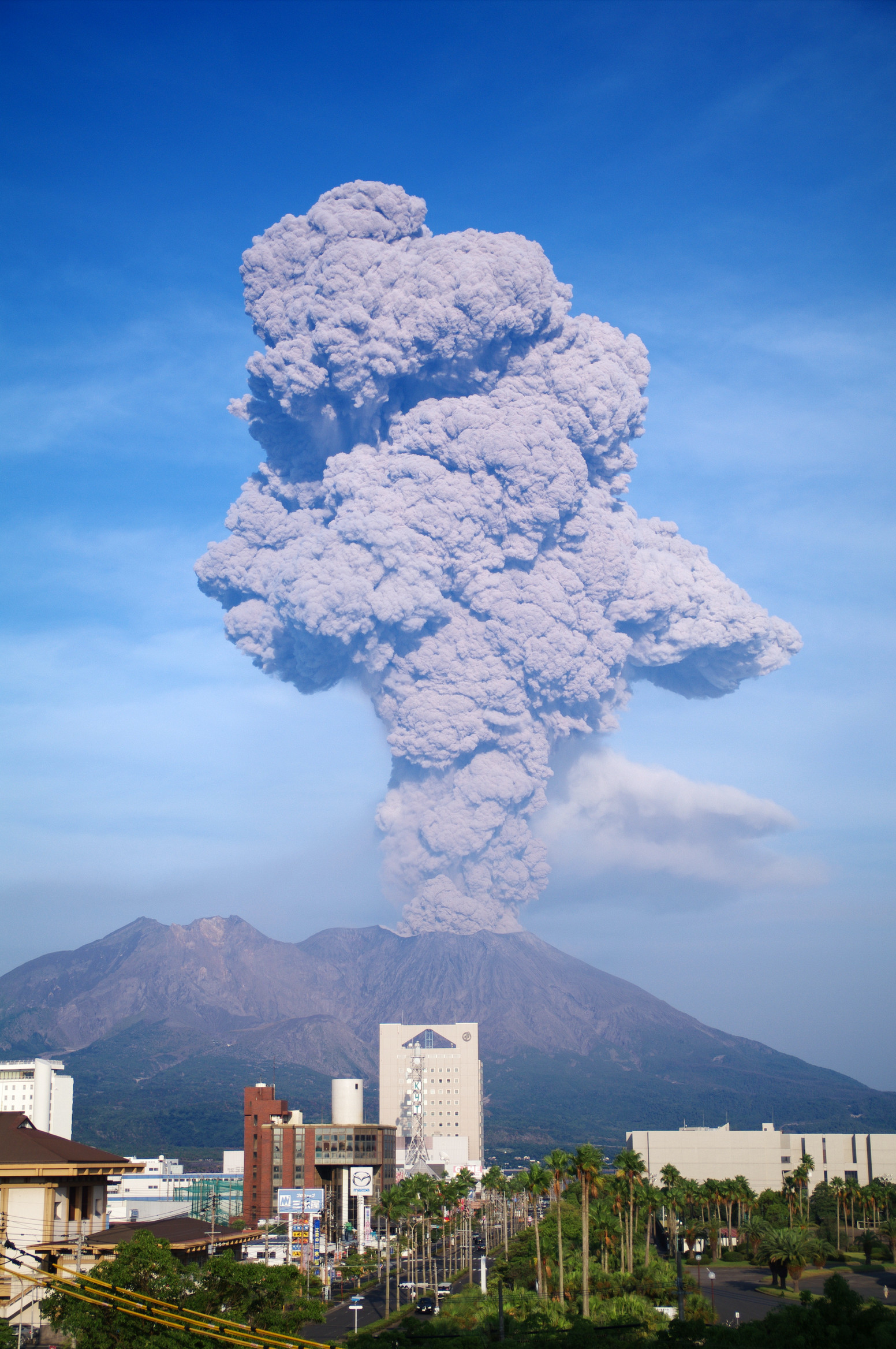
2009 рік
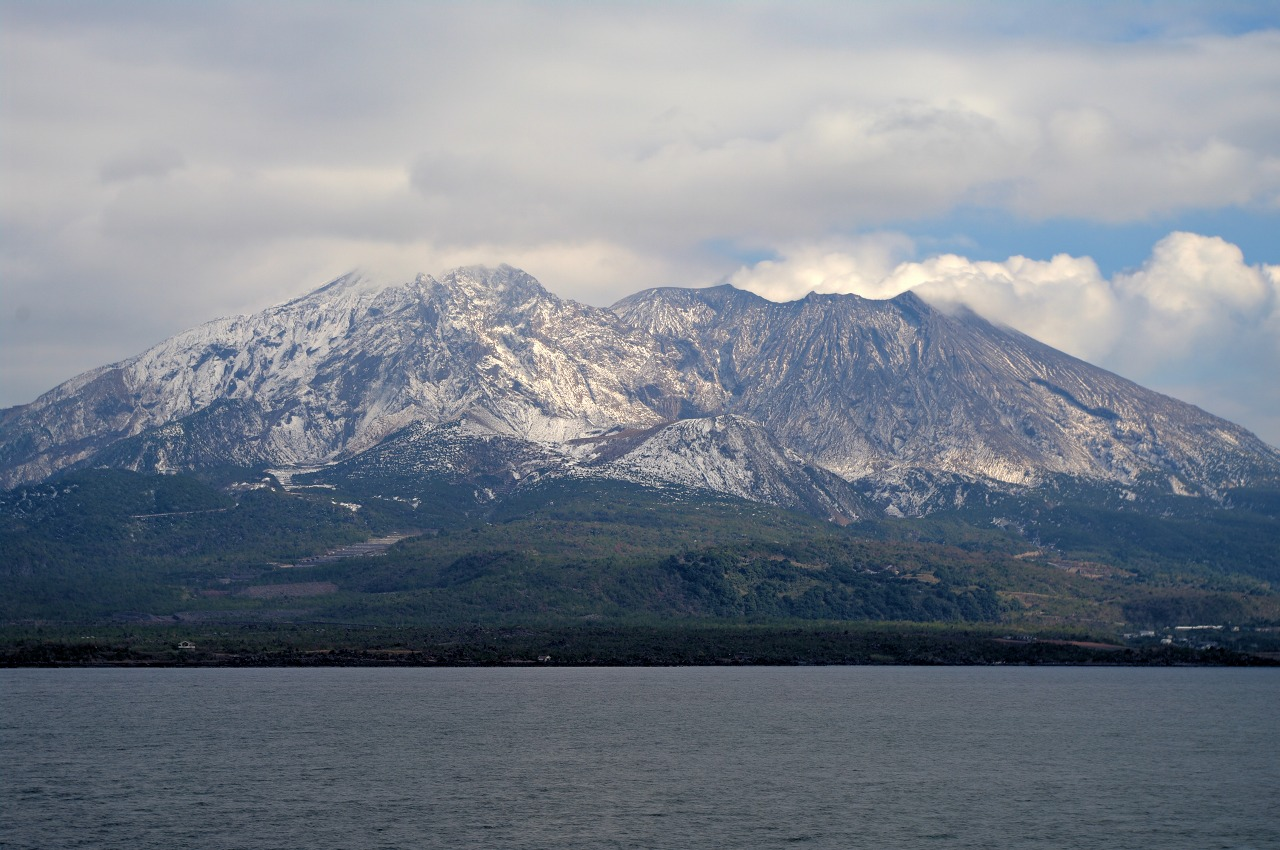
2010 рік